# Lothringen (Schiff, 1942)
Die Lothringen war eine französische Personenfähre, die bei der deutschen Besetzung Frankreichs noch unfertig von der Kriegsmarine in Besitz genommen und zunächst als Zielschiff, später als Minenschiff eingesetzt wurde. Nach dem Krieg diente sie wieder als Fähre.

## Bau und Technische Daten
Das Schiff wurde 1939 bei der Werft Forges et Chantiers de la Méditerranée in Le Havre auf Kiel gelegt. Es sollte unter dem Namen Dieppe für die SNCF den Passagierfährdienst über den Ärmelkanal auf der Linie Dieppe-Newhaven bedienen. Bei der Besetzung Frankreichs im Juni 1940 fiel das noch unfertige Schiff auf der Werft in deutsche Hand. Die Kriegsmarine beschlagnahmte es und ließ es als Minenschiff fertigbauen. Der Stapellauf des nunmehr Lothringen genannten Schiffs erfolgte am 19. Dezember 1940.
Die Lothringen war 94,5 m lang und 12,10 m breit, hatte 3,15 m Tiefgang und war mit 2.434 BRT vermessen. Die Maschinenanlage ergab 22000 PS und eine Geschwindigkeit von 24 Knoten. Das Schiff wurde mit zwei 8,8-cm-Geschützen, zwei 3,7-cm-Flak und drei 20-mm-Fla-MG bewaffnet. (Die Fla-Bewaffnung wurde später auf vier 3,7-cm-Flak und sechs 20-mm-Fla-MG verstärkt.) Das Schiff konnte 200 Minen aufnehmen.

## Kriegsmarine Minenschiff
Die Fertigstellung verzögerte sich, und erst 1942 konnte die Lothringen in Dienst gestellt werden. Sie diente zunächst als Zielschiff für U-Boote. Erst im Juni 1944 wurde sie dann als Minenschiff aktiviert und mit der Besatzung des am 20. Januar 1944 vor Egersund (Norwegen) versenkten Minenschiffs Skagerrak bemannt. Es dauerte allerdings noch bis zum 18. November 1944, ehe das Schiff wirklich einsatzbereit war und dann im Raum Skagerrak zum Minenlegen verwendet wurde. Anfang Januar 1945 lag die Lothringen in Sønderborg. Am 18. Januar verlegte sie von dort in den Oslofjord, um dort Minen zu laden, gab diese aber 23. Januar wieder ab und marschierte am 24./25. Januar mit dem Leichten Kreuzer Nürnberg und dem Minenschiff Linz nach Kopenhagen. Von dort nahm sie am 15. Februar und dann ein zweites Mal am 16./17. Februar an den vergeblichen Versuchen teil, die Minensperre „Titus II“ im westlichen Skagerrak zu legen. Am 6./7. März lief die Lothringen mit der Ostmark, dem Zerstörer Richard Beitzen und den Torpedobooten T 17 und T 20 nach Kristiansand. Von dort aus warf es im Verband mit der Ostmark, der Linz, dem Zerstörer Karl Galster und den Torpedobooten T 17 und T 20 am 8./9. März schließlich doch noch die Minensperre „Titus II“.
In der Nacht vom 17. zum 18. März legten die Lothringen, die Ostmark und die Linz, gesichert von dem Zerstörer Karl Galster und den Torpedobooten T 17, T 19 und T 20, die Minensperre „Augustus“ im westlichen Skagerrak. Dabei erlitt die Lothringen einen Ruderversager, und das Schiff kreuzte über die gerade von der Ostmark geworfene Minenreihe. Eine noch nicht in die Tiefe gegangene Mine schlierte an der Bordwand der Lothringen entlang und detonierte dann etwa 100 m hinter dem Schiff, ohne aber Schaden zu verursachen.
Danach wurde das Schiff nach Pillau gesandt und bis Kriegsende zur Evakuierung von Flüchtlingen aus den Ostgebieten des Reichs nach Westen eingesetzt.

## Nachkriegsjahre
Die Lothringen wurde am 17. November 1945 an Frankreich und die SNCF zurückgegeben. Sie wurde wieder zum Fährschiff mit Raum für 1450 Passagiere umgerüstet und in Londres umbenannt. Sie fuhr dann, zusammen mit der Arromanches, bis 1963 auf der Linie Dieppe-Newhaven. Im Jahre 1964 wurde sie nach Griechenland an die Reederei Typaldos Bros. in Piräus verkauft und in Ionion II umbenannt. Die Reederei ging schon kurz darauf in Insolvenz, und das Schiff wurde an die Aegean SN Co. verkauft, für die es unter dem Namen Sofoclis Venizelos Personenfährdienst zwischen Piräus und Heraklion (Kreta) versah. Am 14. April 1966 sank das Schiff nach einem an Bord ausgebrochenen Brand in Hafen von Piräus.